# Mediterráneo occidental

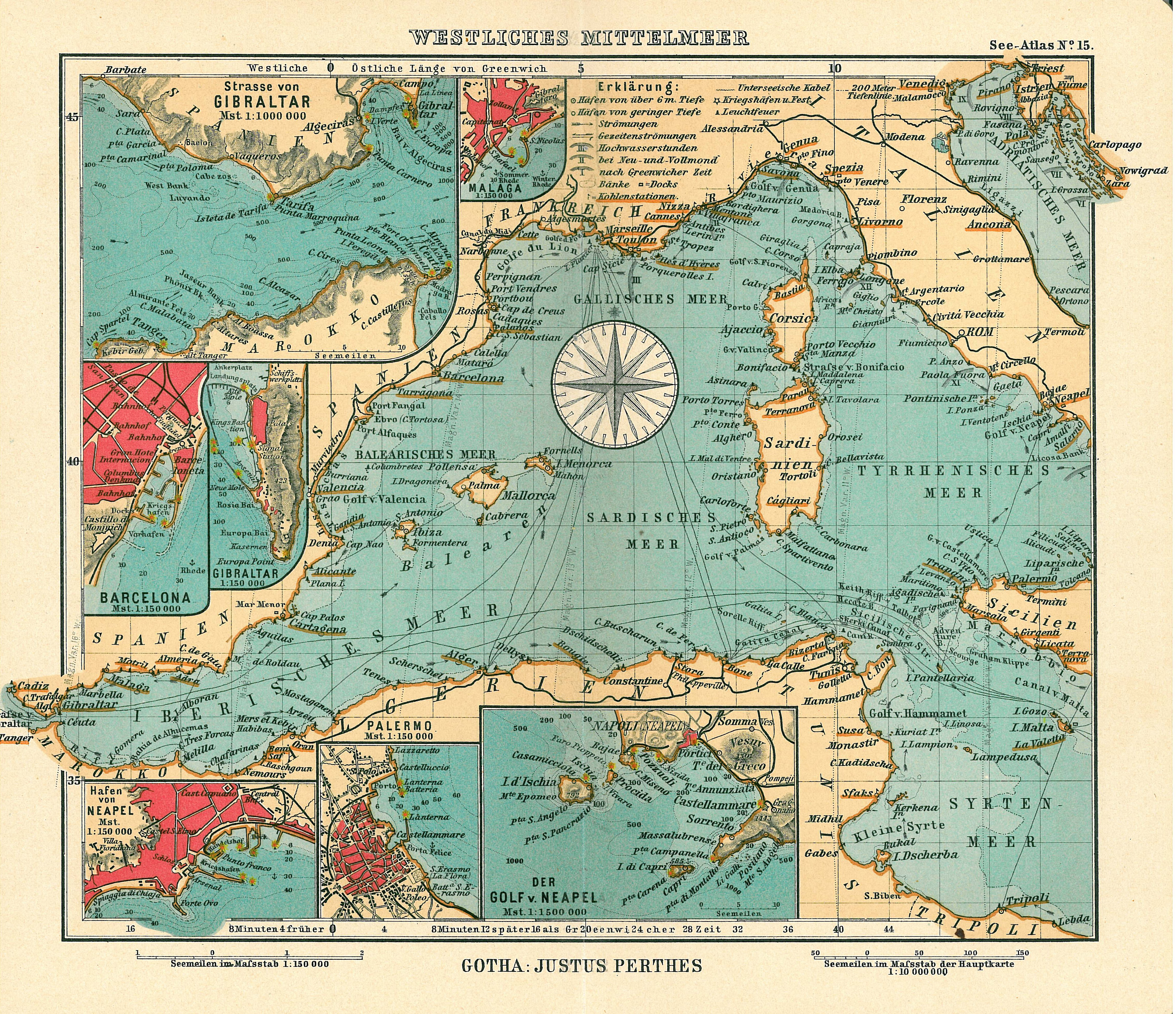
Mediterráneo occidental en un mapa alemán de 1906 (Justhus Perthes See Atlas: Westliches Mittelmeer). Inserta mapas de los puertos de Gibraltar, Málaga, Barcelona, Nápoles y Palermo.

Mediterráneo occidental es un concepto geográfico con implicaciones históricas y geopolíticas. Se refiere a la mitad Oeste del mar Mediterráneo, así como a la mitad oeste de la cuenca del Mediterráneo. El punto de división con el Mediterráneo oriental son los estrechos que separan el sur de Europa a la altura de la península itálica, las islas de Sicilia y Malta y la península de Hermeo en el norte de África. Pertenecen a esta región las demás islas y archipiélagos del Mediterráneo occidental (las mayores Córcega y Cerdeña, y un gran número de islas menores -Tabarca, Elba-, archipiélagos mayores -Baleares- y menores -Islas Columbretes, Islas Eolias-); y amplias zonas continentales del suroeste de Europa (la península ibérica -la vertiente mediterránea de España, aunque para determinadas cuestiones suele incluirse también a Portugal a pesar de no tener costa mediterránea, por sus homogéneas características climáticas, físicas e históricas; como le ocurre también a la mayor parte de España, de vertiente atlántica-, el sur de Francia e Italia) y el noroeste de África (Marruecos, Argelia -especialmente su porción costera- y Túnez). Los mares en que se suele subdividir (con criterios muy variados) incluyen, entre otras denominaciones, el mar de Alborán, el golfo de Valencia, el mar Baleárico, el golfo de León, el mar de Liguria, el mar de Cerdeña y el mar Tirreno. Otros accidentes geográficos destacados son el Mar Menor, la albufera de Valencia, el delta del Ebro, la marisma de la Camargue, el golfo de Génova, el golfo de Nápoles, etc. Frente a la escasez de ríos permanentes en la costa africana occidental (Meyerda, Muluya), destacan los de la costa europea (española -Segura, Turia, Júcar, Ebro, Llobregat, Ter-, francesa -Aude, Ródano- e italiana -Arno, Tíber-). El clima mediterráneo (templado-cálido, con sequía de varios meses en verano) caracteriza a toda la región, aunque en amplias zonas del sureste peninsular español y del norte de África se llega al clima subdesértico o incluso al clima árido, ya que en el interior de África se encuentra el desierto del Sahara, uno de los más secos del mundo.

## Prehistoria y Edad Antigua
El obstáculo aparentemente insalvable que el estrecho de Gibraltar significa para los movimientos de los grupos humanos anteriores a la navegación ha condicionado que las interpretaciones prehistoriográficas y paleontológicas más comúnmente aceptadas -apoyadas en numerosas pruebas físicas- pongan en las costas del Mediterráneo oriental y el Cáucaso las zonas por las que se supone que se produciría el paso desde África hasta Europa. No obstante, existen algunas pruebas en sentido distinto, que permitirían considerar la posibilidad de algún tipo de contacto primitivo entre ambas orillas del Mediterráneo occidental.
El desigual desarrollo histórico entre Mediterráneo occidental y oriental se hace decisivo desde la aparición de la Revolución Neolítica y la Revolución Urbana en el Creciente fértil del Antiguo Próximo Oriente, que significó para esa región el nacimiento de la Historia. Las zonas del Mediterráneo occidental se vieron influenciadas por difusión de las innovaciones (teoría difusionista), primero de la agricultura y de la cerámica y luego del uso de los metales (Edad de los Metales) y de construcciones como los megalitos. Los pueblos indígenas de sus orillas quedaron incorporados a las redes comerciales de los pueblos colonizadores del Mediterráneo oriental (principalmente griegos y fenicios), navegantes interesados en la búsqueda de materias primas (fundamentalmente metales: cobre, estaño, oro y plata) y mercado para sus productos manufacturados de lujo (cerámica, telas, tintes, armas), para lo que establecieron factorías comerciales que con el tiempo se convertirían en colonias estables, hasta el extremo más occidental (Gadir -Cádiz-). En esta época protohistórica las historias y leyendas que refieren las aventuras y riquezas conseguidas y por conseguir se sitúan en las zonas del Mediterráneo occidental envueltas en un misterio mítico: los trabajos de Hércules (Gerión, columnas de Hércules), viajes de Ulises (Scila y Caribdis, Ogigia -la isla de Calipso que Unamuno identificó con la isla de Perejil y el origen del nombre de España-, los Lotófagos), la Atlántida, el jardín de las Hespérides o Islas Afortunadas, etc. 
Desde comienzos del I milenio a. C. se desarrollaron verdaderos estados indígenas en algunas partes del Mediterráneo occidental (etruscos en Italia, tartésicos en España). A partir de la batalla de Alalia (537 a. C.) Cartago (una colonia fenicia en un punto estratégico del norte de África, convertida en metrópolis tras la incorporación de las ciudades fenicias de oriente al imperio persa) se impuso a las colonias griegas de Sicilia, sur de Italia y sur de Francia (Magna Grecia, Massalia), convirtiéndose en la potencia dominante del Mediterráneo occidental. Esta situación se alteró con las guerras púnicas del siglo III a. C., en que la República Romana la sustituyó en ese papel, iniciando una nueva estrategia de penetración territorial (constitución de un verdadero Imperio). 
La división del Imperio romano -unificador del Mediterráneo o Mare Nostrum- en dos mitades: Imperio romano de Oriente e Imperio romano de Occidente está en el origen de esta división del Mediterráneo en dos partes; que quedó reforzada con la caída del Imperio Romano de Occidente en 476 y la supervivencia del Imperio bizantino hasta 1453. La intrusión de los vándalos en el Norte de África desde Hispania a comienzos del siglo V, por lo que suponía de una amenaza marítima a Roma, fue vista como una tragedia inaudita (el Mediterráneo había sido un mar seguro desde la supresión de la piratería en el Alto Imperio). Durante un tiempo (siglo VI), la recuperatio Imperii de Justiniano volvió a poner bajo control romano (esta vez oriental) buena parte de las costas del Mediterráneo occidental.

## Edades Media y Moderna
La expansión musulmana por la ribera sur del Mediterráneo (siglo VII y siglo VIII) hizo que los rasgos culturales fueran más parecidos entre el Mediterráneo occidental y el oriental que entre el norte y el sur, aunque no se ignoraban las diferencias entre este y oeste, acuñadas en el término Magreb -occidente en idioma árabe- que se aplicaba al noroeste de África y a al-Ándalus -la península ibérica-. A partir de la conquista normanda de Sicilia (tras las vísperas sicilianas incorporada a la Corona de Aragón, ya presente en Baleares y el reino de Valencia), y sobre todo a partir de la Reconquista castellana del estrecho de Gibraltar (batalla del Salado, 1340) y del reino de Granada (Guerra de Granada, 1482-1492), comienza un periodo de dominio cristiano del Mediterráneo occidental (sobre todo por la Monarquía Hispánica que comprendía también el reino de Nápoles); al tiempo que el Mediterráneo oriental pasaba a ser controlado por el Imperio otomano, sobre todo tras la toma de Constantinopla en 1453. Las Cruzadas, que mantuvieron una presencia occidental en Oriente en los siglos XII y XIII, hacía tiempo que habían fracasado.
Las rutas comerciales relacionaron cada vez más los puertos del noroeste de Italia (Pisa, Génova) y sur de Francia (Marsella), hasta entonces más orientados al comercio con el mediterráneo oriental dominado por Venecia; con los puertos atlánticos ibéricos (Sevilla, Lisboa) y de la Europa del norte (Inglaterra, Flandes y la Hansa); en un proceso de larga duración que desplazó el centro de gravedad económica del Mediterráneo al Atlántico, a lo que contribuyó decisivamente la Era de los Descubrimientos (sobre todo el descubrimiento de América).
El papel de la monarquía francesa, aspirante a la hegemonía en Europa Occidental desde los carolingios, había declinado en la región desde la derrota de Francisco I en la batalla de Pavía (1525), pero siempre estuvo en situación de reactivarse, buscando todo tipo de alianzas como contrapeso a España (desde los Estados Pontificios hasta los mismos turcos).

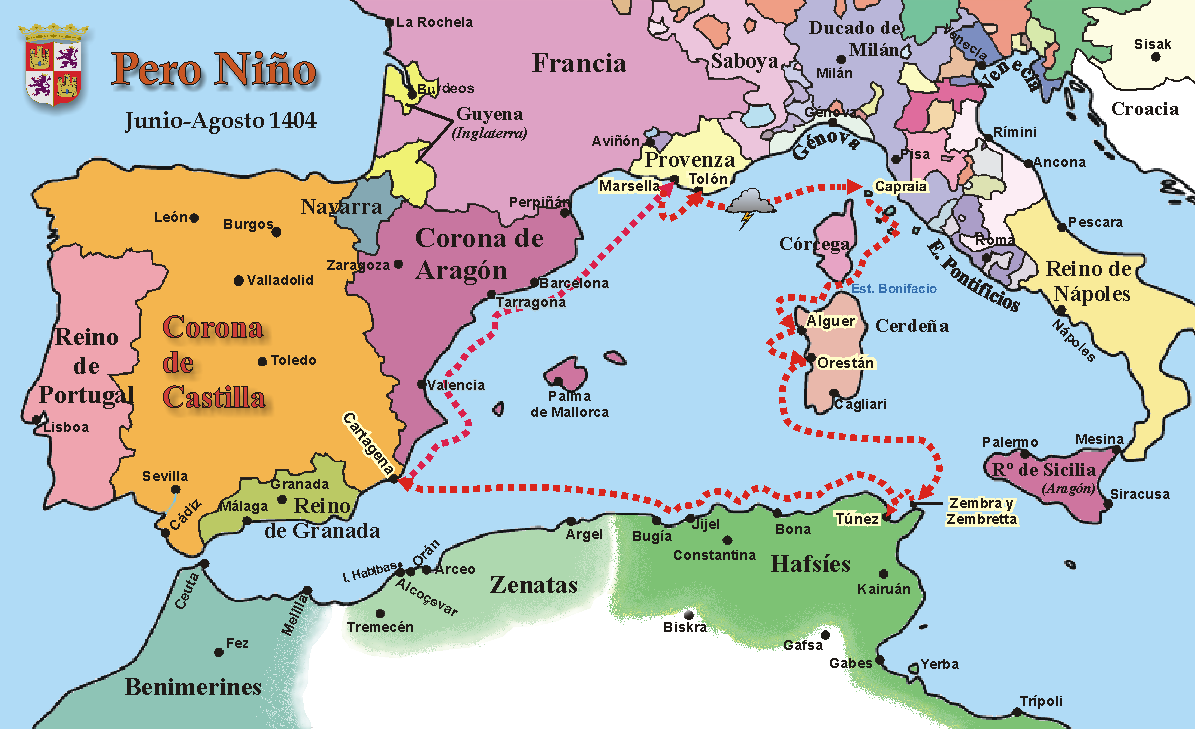
Expedición del navegante castellano Pero Niño en 1404, por todo el Mediterráneo occidental.

La llegada masiva al norte de África de los expulsados andalusíes (musulmanes españoles) y sefardíes (judíos españoles) acentuó la mezcla y proximidad de rasgos culturales en la personalidad de estas zonas; que se renovó con la posterior expulsión de los moriscos (1609).
A pesar de la conquista de puertos clave desde finales del siglo XV por portugueses (Ceuta) o castellanos (Melilla, Orán) y la efímera conquista de Túnez; el norte de África permaneció bajo control de distintos estados musulmanes, que propiciaron una piratería berberisca que mantenía la navegación y la vida de los pueblos cercanos a las costas bajo grave amenaza. La cesión de la estratégica isla de Malta por Carlos V a los Caballeros Hospitalarios (a partir de entonces Orden de Malta) la convirtió en escenario de un espectacular asedio por parte de los turcos, que fracasó. La batalla de Lepanto consiguió mantener el equilibrio mediterráneo de ambas mitades, que se mantuvo hasta el colonialismo europeo de los siglos XIX y XX.

## SiglosXVIIIyXIX
La colonización del norte de África comenzó con la colonización francesa de Argelia desde 1830; seguida por la española y francesa en Marruecos (guerra de África de 1859, que amplió la presencia española desde las plazas de Ceuta y Melilla; y posteriormente la constitución del protectorado de Marruecos de 1912 tras el tratado de Algeciras y la crisis de Agadir con intervención alemana) y la italiana y francesa en Túnez.
Previamente, por el tratado de Utrecht de 1713, se había producido la incorporación británica de puntos estratégicos clave en el Mediterráneo occidental (Gibraltar y Menorca; y posteriormente la isla de Malta) y la apertura de una amplia plataforma sobre el Mediterráneo al Imperio austríaco (que incluso se amplió tras el congreso de Viena de 1814, convirtiéndolo en el principal adversario de la unificación italiana).

## SiglosXXyXXI
La descolonización norteafricana (años 50 y 60 del siglo XX) se produjo de manera muy diferente en cada caso (pactada la marroquí -que se mantuvo como aliado de los Estados Unidos- y con una violenta Guerra de Argelia -orientada hacia el bloque soviético-), y condujo a una rivalidad entre ambos estados expresada en el conflicto del Sahara Occidental (desde 1975).
A finales del siglo XX y comienzos del XXI, la globalización produjo la intensificación de los movimientos migratorios en todo el mundo, y particularmente entre las dos riberas del Mediterráneo occidental, que se consideran la frontera con mayor diferencial de renta y desarrollo del mundo (superior incluso a la existente en el río Grande entre México y Estados Unidos). Concretamente, la emigración con origen en los países del Magreb -sumada a la inmigración subsahariana que los toma como escala- y destino en los europeos ha producido que particularmente Francia y España acojan una muy abundante inmigración argelina y marroquí; en el caso de Francia mucho más antigua y que ha producido el fenómeno de la segunda generación, de muy difícil integración social en las banlieu (periferia de las grandes ciudades) y que produjo los disturbios de Francia de 2005. Parte de esta inmigración se realiza por procedimientos irregulares, siendo objeto de control fronterizo y marítimo (por España en la valla de Ceuta, la valla de Melilla, las pateras en el Estrecho de Gibraltar -además de las que llegan a las Islas Canarias-, y por Italia en torno a la Isla de Lampedusa y en Pantelaria).
Por otro lado, la intensificación del integrismo islámico tuvo como consecuencia un violentísimo conflicto en Argelia (Grupo Islámico Armado), a partir de la interrupción del proceso electoral que podía haberles dado la victoria. En el caso marroquí, los grupos denominados salafistas son sospechosos de estar en el origen de atentados terroristas en ese país (Casablanca). Estos mismos terroristas fueron a juicio por los atentados de Madrid (conocidos como el 11-M, 11 de marzo de 2004), pero la falta de pruebas y el caos del proceso no parecen confirmar esta conexión.